# Elinor Ostrom
Elinor Ostrom (født Elinor Awan, 7. august 1933 i Los Angeles, Californien, død 12. juni 2012 i Bloomington, Indiana) var en amerikansk politolog. Hun tildeltes i 2009 Nobelprisen i økonomi.
Ostrom, der var vokset op i fattige kår under 1930'ernes lavkonjunktur, tog en mastergrad i statskundskab fra University of California, Los Angeles i 1962. Tre år senere blev hun ph.d. samme sted. Hendes forskning var i grænselandet mellem statskundskab og økonomi og koncentrerede sig om anvendelsen og fordelingen af naturresourcer som skove, fiskeri og oliefelter samt hvordan denne kan forbedres. Her fandt hun, at den bedste løsning ofte er lokale regler, der også håndhæves lokalt. 
Sammen med sin mand, politologen Vincent Ostrom, kom hun i 1965 til Indiana University, hvor hun i 1974 blev udnævnt til professor. De to grundlagde den såkaldte Bloomington-skole indenfor public choice-teori. Hun var samtidig professor ved Center for the Study of Institutional Diversity ved Arizona State University. Hun havde desuden mange tillids- og æresposter ved universiteter verden over, blandt andet var hun fra 2005 æresdoktor ved Luleå Tekniska Universitet og fra 2007 æresdoktor ved Uppsala Universitet.
I 2009 modtog hun Nobelprisen i økonomi for sin analyse af "økonomisk organisering, særligt af fælles ressourcer".  
Ostrom døde af kræft i bugspytkirtlen.